# 艾姆斯小屋

一個人在 艾姆斯小屋中的實際和顯示位置的圖表，以及該房間的形狀

艾姆斯小屋是一個扭曲的房間，會產生視錯覺。它可能受到赫爾曼·馮·亥姆霍茲著作的影響，於1946年由美國科學家小阿德爾伯特·艾姆斯發明，並於次年建造。在小屋裡，人在視覺上的大小會隨著位置的變化而變化。